# 吸血鬼号驱逐舰 (D11)
吸血鬼號驅逐艦（英語：HMAS Vampire (D11)）是在澳大利亚皇家海军（HMAS）服役的一艘驅逐艦，是澳洲在戰後建造的勇敢級驅逐艦的三號艦，同時也是澳洲建造的第一艘全焊接艦艇。該艦于1952年至1959年在美冠鹦鹉島（Cockatoo Island）造船厂建成，并在完成后的一天就加入到了澳洲海軍之中，為當時的墨爾本號航空母艦護航。
吸血鬼號在服役期间经常部署到东南亚，充當遠東艦隊的旗艦之一。并在越南戰爭期間護送運輸船往返于印尼與馬來西亞之間。同時這艘驱逐舰也被指派陪同伊丽莎白二世和菲利普亲王乘坐的遊輪访澳。
1980年，該驅逐艦已經被更為先進的郡级导弹驱逐舰和珀斯級驅逐艦取代，因而被編入預備役。
1986年，吸血鬼號驅逐艦在服役33年后退退役，并被保存在達令港的澳大利亚国家海事博物馆中。